# Xel-Há (sítio arqueológico)

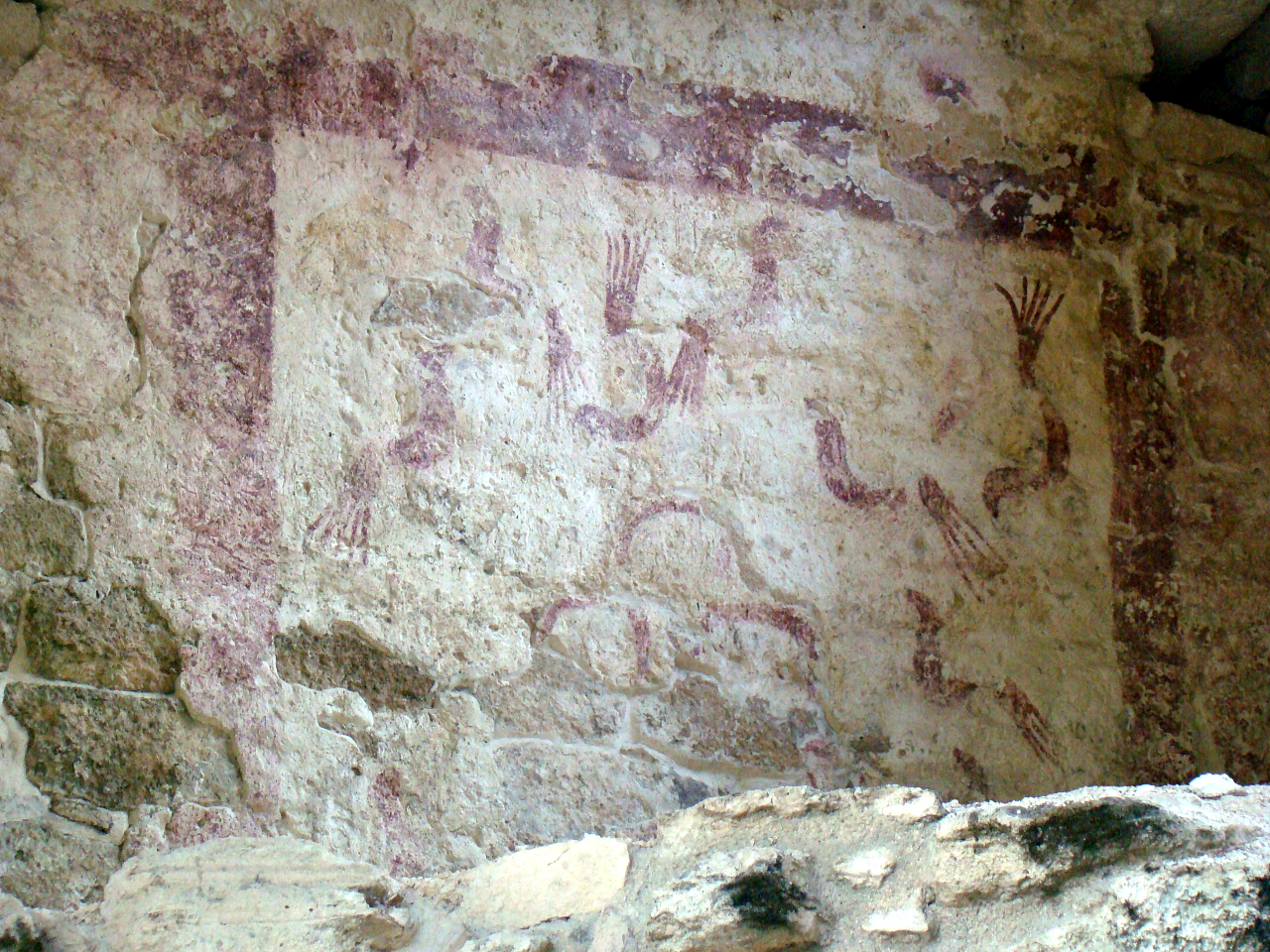
Xel-Há, A Casa dos Pássaros

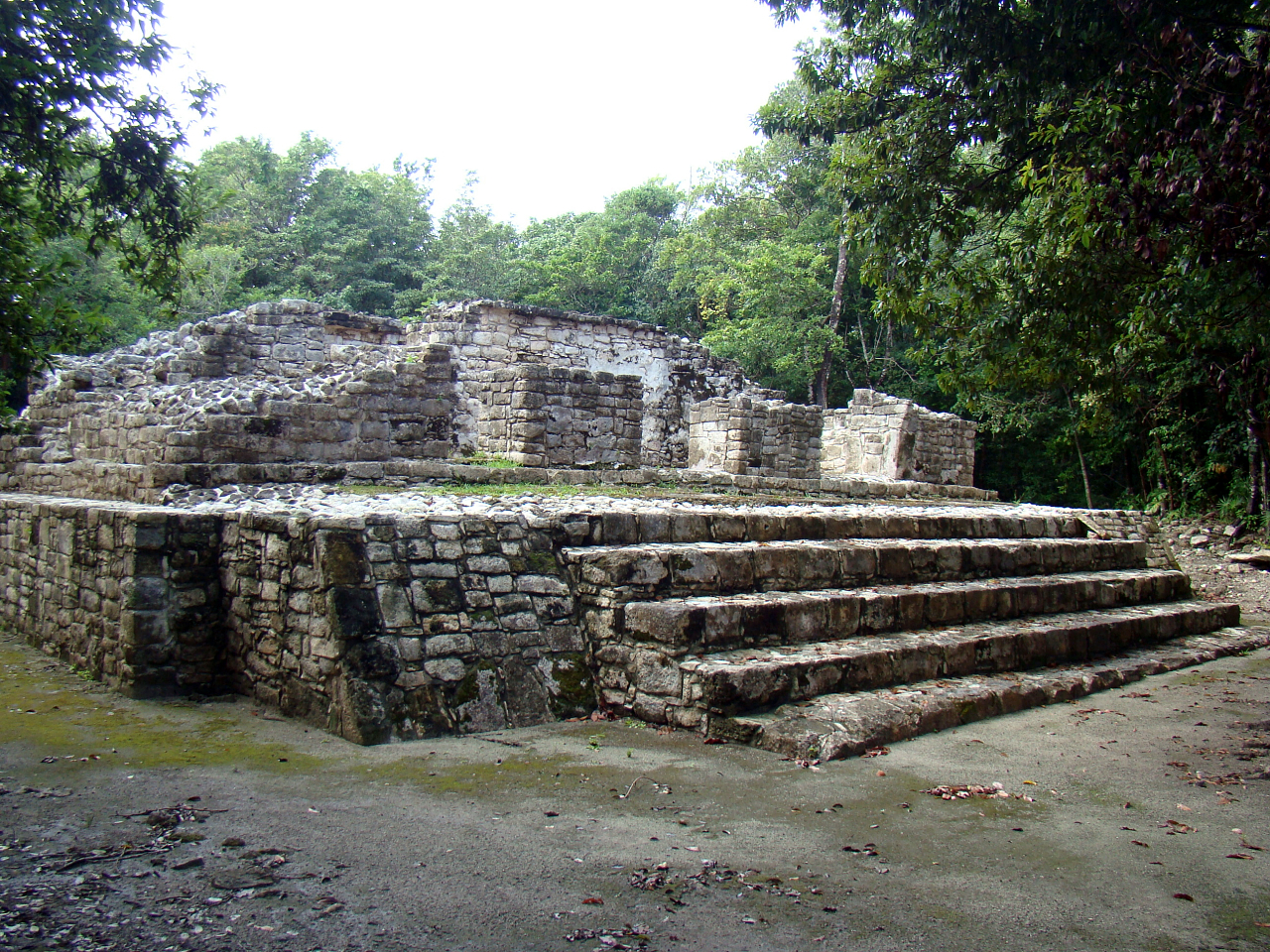
Xel-Há, palácio

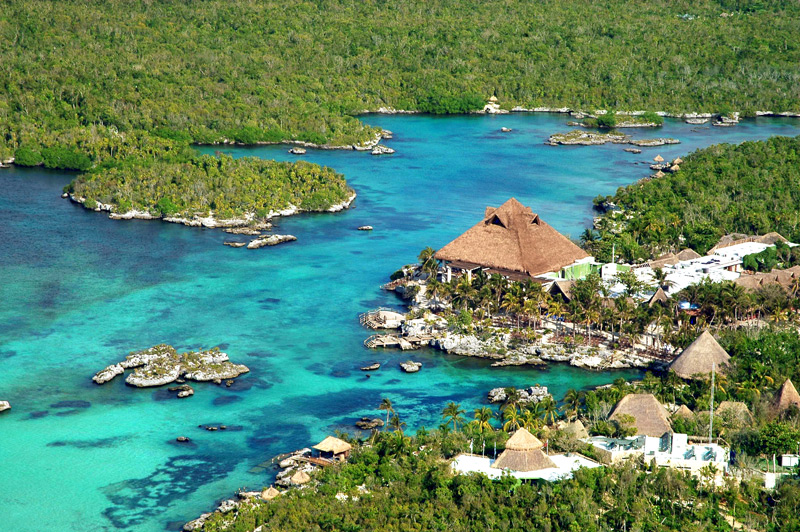
A praia de Xel-Há

Xel-Há é um sítio arqueológico da civilização maia da Mesoamérica pré-colombiana, situado na costa oriental da península de Iucatã, no actual estado de Quintana Roo, México. A etimologia do nome do sítio vem do maia iucateque, combinando os radicais xel ("nascente") e ha' ("água").

## História
O sítio de Xel-Há situa-se a sul da moderna localidade de Playa del Carmen, no estado de Quintana Roo, México.
Não existem evidências conclusivas sobre a data de fundação de Xel-Há, mas já estava ocupada durante o século I e activa nos períodos Clássico e Pós-Clássico, tendo a maior parte das edificações sido reconstruída no Pré-Clássico Terminal. Provavelmente só foi totalmente abandonada no século XIX. Em 1841 Stephens e Catherwood descobriram em Xel-Há uma estela com a data 9.6.10.0.0 (564).
Xel-Há era um entre vários portos-chave da cidade de Cobá; outros incluíam Tancah e Tulum. Foi provavelmente usado como ponto de intercâmbio intercultural entre os maias e outros povos navegadores entre os séculos VII e XII, e tornar-se-ia alvo da atenção do navegadores coloniais europeus.
A sua localização foi utilizada como base pelas forças espanholas, durante a mal-sucedida primeira expedição (1527-28) liderada pelo conquistador Francisco de Montejo (o Velho). Montejo, quem havia obtido da Coroa Espanhola em 1526 permissão para pacificar a península de Iucatã, chegou vindo de Cozumel e arribou nas lagunas de Xel-Há, a pouca distância de uma aldeia maia. Procedeu então ao estabelecimento do que pretendia ser o primeiro assentamento espanhol na península, o qual baptizou "Salamanca de Xelha" após o seu lugar de nascimento na Espanha ocidental, Salamanca. Contudo, os mantimentos que havia trazido cedo se mostraram insuficientes para manter tal empresa. Apesar das suas tentativas para tomar vários povoadas maias vizinhos, o assentamento perderia cerca de 50 homens nos primeiros dois meses devido a doenças e à privação. Num acto que lembra Hernán Cortés, Montejo ordenou o afundamento dos seus navios face ao crescente descontentamento, forçando a permanência do seus homens.
As forças de Montejo acabariam por estabilizar o suficiente para permitir-lhe fazer explorações desde o seu acampamento temporário, saindo com 125 homens em direcção a norte para Ecab próximo do Cabo Catoche. Esta expedição regressou vários meses mais tarde depois de ter perdido a metade dos seus homens por doença e numa batalha com os maias próximo de Ake. Os 65 conquistadores que haviam ficado em Salamanca de Xelha nao teriam melhor sorte, muitos foram massacrados em ataques maias, deixando Montejo com apenas cerca de um terço da sua força inicial.
A chegada fortuita de um outro de seus navios que havia partido de Santo Domingo com provisões e reforços evitou que o desastre fosse maior, e uma expedição foi enviada para sul em direcção a Chetumal. Também esta falhou, e dezoito meses depois de arribar no Iucatã, o acampamento de Salamanca de Xelha e a costa oriental foram abandonados.
- Este artigo foi inicialmente traduzido, total ou parcialmente, do artigo da Wikipédia em inglês cujo título é «Xelha», especificamente desta versão.